# متیل مالونیک اسیدمی
متیل مالونیک اسیدمی (Methylmalonic Acidemia) که متیل مالونیک اسیدوری نیز خوانده می‌شود، نوعی اختلال متابولیک با توارث اتوزومی مغلوب است. این بیماری یک فرم کلاسیک از "ارگانیک اسیدمی" است. این بیماری از ژنوتیپ‌های مختلفی نشات می‌گیرد که همگی آن‌ها عموماً در اوایل دوران نوزدای تشخیص داده می‌شوند و با انسفالوپاتی پیشرونده و هیپرآمونمی ثانویه مشخص می‌گردند. در صورت عدم تشخیص یا درمان مناسب می‌تواند به مرگ بیمار منجر شود.

## علت ایجاد بیماری
فرم‌های ارثی متیل مالونیک اسیدمی باعث اختلال در مسیر متابولیکی تبدیل متیل مالونیل کوآنزیم آ به سوکسینیل کوآ می‌شوند. این تبدیل با شرکت آنزیم متیل مالونیل کوآ موتاز انجام می‌شود. برای این واکنش حضور ویتامین B12 نیز ضروری است. جهش‌هایی که باعث اختلال در متابولیسم ویتامین B12 یا نقل و انتقال این ویتامین می‌شوند نیز منجر به بروز متیل مالونیک اسیدمی می‌شوند.

## پاتوژنز
این بیماری شامل طیفی از تشخیص‌ها، پیش آگهی‌ها و اقدامات درمانی است که با توجه جهش ژنتیکی ایجادکننده فرم ارثی بیماری، مورد توجه قرار می‌گیرند. در زیر می‌توان ژنوتیپ‌های ایجادکننده فرم‌های ارثی این بیماری را مشاهده کرد.
| میراث مندلی در انسان | نام       | ژن     |
| -------------------- | --------- | ------ |
| 251100               | cblA type | MMAA   |
| 251110               | cblB type | MMAB   |
| 277400               | cblC type | MMACHC |
| 277410               | cblD type | MMADHC |
| 277380               | cblF type | LMBRD1 |
| 251000               | mut type  | MUT    |

## همچنین ببینید
- اسیدوری ترکیبی مالونیک و متیل مالونیک (CMAMMA)

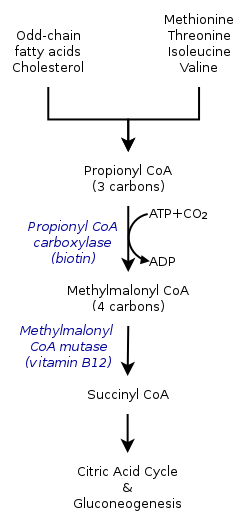
Methylmalonic acidemia is caused by a defect in the vitamin B_{12}-dependent enzyme methylmalonyl CoA mutase.

متیل مالونیک اسیدمی با توارث اتوزومی مغلوب.

- ارگانیک اسیدوری